# كارلا توماس
كارلا توماس (بالإنجليزية: Carla Thomas)‏ (و. 1985  م) هي لاعبة كرة سلة، من الولايات المتحدة، تلعب كلاعبة هجوم قوية الجسم.

## التعليم
تعلمت في Cumberland Valley High School ‏.

## روابط خارجية
- كارلا توماس على موقع الاتحاد الوطني لكرة السلة النسائية (الإنجليزية)
- كارلا توماس على موقع كرة السلة الأوروبية.كوم (الإنجليزية)
- كارلا توماس على موقع كلية كرة السلة في سبورتس رفرنس.كوم (الإنجليزية)
- كارلا توماس على موقع بروبوليرز (الإنجليزية)
- كارلا توماس على موقع سبورتس رفرنس (الإنجليزية)